# Jan Egeland
Pour les articles homonymes, voir Egeland (homonymie).
Jan Egeland, né le 22 novembre 1957 en Norvège, est un diplomate et homme politique norvégien. 
Il est ancien secrétaire général adjoint des Nations unies chargé des affaires humanitaires (OCHA) et Coordinateur des secours d'urgence de l'ONU et actuel Conseiller spécial sur les questions de prévention et de règlement des conflits. Il a toujours[Quand ?] le rang de Secrétaire général adjoint.

## Biographie
Jan Egeland est membre du gouvernement norvégien en tant que secrétaire d'État aux Affaires étrangères de 1990 et 1997. Il est président d'Amnesty International Norvège et vice-président du Comité exécutif international d'Amnesty International. C'est le plus jeune à avoir été élu à ce Comité, à 23 ans.
Au moment de prendre la tête de l'OCHA (Office for the Coordination of Humanitarian Affairs), il est secrétaire général de la Croix-Rouge norvégienne. De 1999 à 2002, il est le conseiller spécial du Secrétaire général des Nations unies pour la Colombie.
Il participe activement à plusieurs processus de paix. Il co-initie et coorganise le canal norvégien entre Israël et l'Organisation de libération de la Palestine (OLP) qui conduit aux accords d'Oslo (Déclaration de Principes) de septembre 1993.
Il est le secrétaire général adjoint des Nations unies chargé des Affaires humanitaires (OCHA) et Coordinateur des secours d'urgence de l'ONU, nommé par Kofi Annan le 6 juin 2003 en remplacement du japonais Kenzo Oshima, poste duquel il démissionne le 12 décembre 2006. C'est avec « un grand regret et une profonde gratitude » que Kofi Annan accepte sa démission. Il est remplacé par Sir John Holmes (Royaume-Uni), nommé par le nouveau Secrétaire général, Ban Ki-moon, le 3 janvier 2007.
Le 14 mars 2007, Ban Ki-moon nomme Jan Egeland Conseiller spécial, avec rang de Secrétaire général adjoint. Il est désormais rattaché au Département des affaires politiques. Son action est centrée sur des questions de prévention et de règlement des conflits. Il doit coordonner une équipe de réserve d'experts techniques qui peut, avec un bref préavis, être appelée pour assister les envoyés spéciaux chargés d'œuvrer pour le rétablissement de la paix à travers le monde.
En visite au Yémen en mai 2017, pays cible d'une offensive militaire dirigée par l'Arabie saoudite, il se déclare « choqué » par l'ampleur de la crise humanitaire qui pourrait générer une « famine aux proportions bibliques ». Selon lui, « les sévères restrictions d'accès au Yémen par voie aérienne, maritime et terrestre », imposées par l'Arabie saoudite, « ont causé un effondrement économique ».

### Vie privée
Jan Egeland est marié et père de deux filles.

## Dans la culture populaire
- Le duo humoristique norvégien Ylvis réalise en 2012 une chanson et un clip vidéo humoristique en son honneur, nommés « Jan Egeland ».